# Head Hunters
| 전문가 평가                         | 전문가 평가 |
| 평가 점수                           | 평가 점수   |
| 출처                                | 점수        |
| ----------------------------------- | ----------- |
| AllMusic                            | [ 2 ]       |
| Down Beat                           | [ 3 ]       |
| Jazzwise                            | [ 4 ]       |
| Penguin Guide to Jazz               | 👑          |
| Pitchfork                           | 10/10       |
| Q                                   | [ 6 ]       |
| The Rolling Stone Album Guide       | [ 7 ]       |
| The Rolling Stone Jazz Record Guide | [ 8 ]       |
| Tom Hull                            | B+          |
| Zagat Survey                        | [ 10 ]      |

《Head Hunters》는 1973년 10월 26일, 컬럼비아 레코드에서 발매된 미국의 피아니스트이자 작곡가 허비 행콕의 열두 번째 스튜디오 음반이다. 이 음반의 녹음 세션은 캘리포니아주 샌프란시스코의 월리 하이더 스튜디오와 다른 모피 트레이딩에서 저녁에 열렸다.

## 구조 및 발매
《Head Hunters》는 행콕의 섹스텟인 《Mwandishi》, 《Crossings》 그리고 《Sextant》의 일련의 실험 음반을 팔았고, 1971년부터 1973년까지는 행콕이 자신의 음악을 받아들일 새로운 방향을 찾고 있었다.
새 음반을 위해 행콕은 새로운 밴드인 헤드헌터스를 모았는데, 그 밴드 중 오직 베니 모핀만이 섹스텟 멤버였다. 행콕은 모든 신시사이저 부분을 직접 다루었고 (이전에는 패트릭 글리슨과 이러한 의무를 공유했었다), 그는 기타의 사용에 반대하기로 결정했고, 대신 음반에서 중요한 사운드 중 하나인 클라리넷을 선호했다. 새 밴드는 폴 잭슨 (베이스)과 하비 메이슨 (드럼)으로 구성된 타이트한 리듬 앤 블루스 위주의 리듬 섹션으로 하고 있으며, 이 음반은 여유롭고 펑키 그루브를 가지고 있어 훨씬 더 많은 관객들에게 이 음반을 어필할 수 있었다. 아마도 재즈 퓨전 운동의 결정적인 순간(혹은 퓨전 장르의 재즈 펑크 스타일의 선봉), 이 음반은 리듬 앤 블루스 팬들로 재즈 청취자들을 만들었고, 그 반대의 경우도 마찬가지였다. 이 음반은 오프닝 곡 〈Chameleon〉의 16번째 노트에 나오는 바쁜 하이햇 같은 펑크 리듬과 재즈 AABA 폼 그리고 확장된 솔로 곡을 혼합한다.
음반의 네 곡 중 〈Watermelon Man〉은 이 음반에 쓰이지 않은 유일한 곡이었다. 원래 그의 첫 음반 《Takin' Off》(1962년)에 등장한 행콕의 하드 밥 시절의 히트곡으로, 행콕과 메이슨에 의해 재작업되었고, 북동 자이르에 있는 음부티 피그미의 악기인 힌데우를 모방한 빌 섬머즈가 맥주병에 부는 모습을 즉각적으로 알아볼 수 있는 소개가 있다. 그 트랙은 아프리카 타악기를 많이 사용하는 것이 특징이다. 〈Sly〉는 슬라이 & 더 패밀리 스톤의 리더인 선구적인 펑크 음악가 슬라이 스톤을 위해 헌정되었다. 〈Chameleon〉(오프닝 트랙)은 ARP 오디세이 신스에서 연주되는 입문서인 인트로를 즉각적으로 알아볼 수 있는 또 다른 트랙이다. Vein Melter는 느린 버너로, 행콕과 모핀이 주로 등장하는데, 핸콕은 대부분 펜더 로즈 일렉트릭 피아노를 연주하지만 가끔 큰 영향을 받는 신스 부분을 가져온다.
〈Chameleon〉과 〈Vein Melter〉의 크게 편집된 버전이 45rpm 싱글로 발매되었다.

## 유산
《Head Hunters》는 백만 장 이상 팔린 첫 재즈 음반이 되었다. 2005년, 이 음반은 《롤링 스톤》이 선정한 역사상 가장 위대한 음반 500장 목록에서 498위에 올랐다. 《Head Hunters》는 행콕의 경력에서 중요한 발표이자 재즈 장르에서 결정적인 순간이었으며, 재즈 음악가들뿐만 아니라 펑크, 솔 음악, 재즈 펑크, 힙합 아티스트들에게도 영감을 주었다. 미국 의회도서관은 20세기부터 "문화적으로, 역사적으로 또는 미적으로 중요한" 음원을 수집하는 내셔널 레코딩 레지스트리에 그것을 추가했다.

## 곡 목록
모든 곡들은 특별한 언급이 없는 한 허비 행콕에 의해 작곡하였다.
| #  | 제목               | 작곡                                  | 재생 시간 |
| -- | ------------------ | ------------------------------------- | --------- |
| 1. | 〈Chameleon〉      | 행콕, 폴 잭슨, 하비 메이슨, 베니 모핀 | 15:41     |
| 2. | 〈Watermelon Man〉 |                                       | 6:29      |

| #  | 제목            | 재생 시간 |
| -- | --------------- | --------- |
| 3. | 〈Sly〉         | 10:15     |
| 4. | 〈Vein Melter〉 | 9:09      |